# Thomas James
Pour les articles homonymes, voir Thomas James (homonymie) et James.
Thomas James (prononcez jame), fils de Pierre James, né à Saint-Aubin-du-Cormier au diocèse de Rennes, mort le 4 avril 1504 à Dol, est un évêque breton de la fin du XVe siècle. Évêque de Dol, il est aussi conseiller du pape et ambassadeur du duc de Bretagne.

## Carrière ecclésiastique
Docteur in utroque jure, clerc à Saint-Malo, prieur de Saint-Jacques de Pirmil, Thomas James devint en 1477 archidiacre de Penthièvre dans le diocèse de Saint-Brieuc, cumulant parallèlement plusieurs paroisses et bénéfices dans les diocèses de Nantes, Rennes, Saint-Brieuc, Tréguier et Vannes.
Nommé évêque de Saint-Pol-de-Léon en janvier 1478, il prête serment au duc le 4 juillet de la même année. Transféré à l'évêché de Dol le 28 mars 1482 par le pape Sixte IV, il prête de nouveau serment de fidélité au duc François II de Bretagne le 27 juin et fit sa soumission à la Chambre apostolique le 15 juillet suivant.
D'une grande piété, ce prélat donna au diocèse de Dol son premier missel imprimé. Il occupe ce siège épiscopal jusqu'à son décès survenu le vendredi 4 avril 1504. Il est inhumé dans le transept septentrional de la cathédrale Saint-Samson. Ses neveux, Jean et François James, chanoines de Dol, lui font élever un superbe monument à sa mémoire. L'évêque mort en 1504 et le tombeau érigé en 1507, il s'agit d'abord d'un cénotaphe, puis une fois achevé et le sarcophage mis en place à l'intérieur (à ce jour on a découvert le sarcophage plombé mais aucune preuve formelle que la dépouille de Thomas soit à l'intérieur, il y a toutefois de fortes probabilités pour que ce soit le cas), il devient alors un tombeau. Nul doute que la dépouille inhumée a été exhumée pour être mise en place dans un sarcophage plombé, et positionnée ensuite à l'intérieur du tombeau (la date de ce transfert n'est pas connue).
Ce chef-d'œuvre sculpté par Jean Juste : « Le tombeau de Dol, exécuté en 1507, est une œuvre de la jeunesse de Jean Juste » (Mélange d’histoire et d’archéologie Bretonnes – Libr. Victor Didron – 1858) constitue le second ouvrage d'art de style Renaissance en Bretagne, le premier étant le tombeau de François II érigé à Nantes quelques années auparavant. Autrement connus sous les noms d'Antoine (1479-1519) et Jean Juste (v. 1485-1549), ces florentins ont par ailleurs réalisé le tombeau de Louis XII et Anne de Bretagne à la basilique royale de Saint-Denis.

## Carrière diplomatique
Universitaire, docteur en droit civil et canonique, ce grand érudit, protégé du vitréen Pierre Landais (trésorier de Bretagne et conseiller de François II), mène une brillante carrière diplomatique à Rome.
Conseiller de confiance et familier du pape Sixte IV à compter des années 1470, gouverneur du château Saint-Ange de 1478 à 1483, il devient tout naturellement ambassadeur du duc de Bretagne François II auprès du Saint-Siège au début des années 1480 et même secrétaire pontifical de 1487 à 1491 sous Innocent VIII.
Ces hautes responsabilités le mettent en relation avec l'humaniste Giulio Pomponio Leto (1425-1498) qui lui dédie plusieurs livres de grammaire, ainsi qu'avec Attavante degli Attavanti (1452-v.1520/1525), miniaturiste florentin, qui réalise et illustre à son intention un magnifique missel conservé aujourd'hui par la bibliothèque municipale de Lyon.

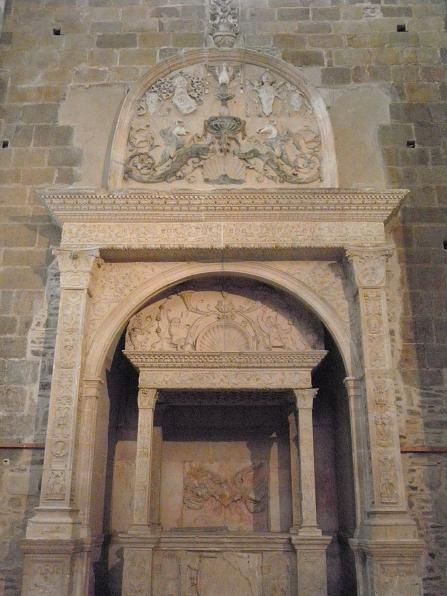
Tombeau de Thomas James en la cathédrale Saint-Samson de Dol

## Armes
Arme de Thomas James : « D'or, au chef d'azur chargé d'une rose d'or » (d'après le Missel de Thomas James, Bibliothèque municipale de Lyon)
Le missel de Thomas James modifie curieusement les armes de sa famille : D'azur, au chef d'or chargé d'une rose de gueules; comme l'attestent les armoriaux. La maison natale de Thomas James à Saint-Aubin du Cormier (Ille-et-Vilaine) se nomme pour cette raison la maison de « la rose rouge ».